# Tandem (programma televisivo)
Tandem fu un contenitore televisivo di Rai 2, in onda tra il 1982 e il 1987 nella fascia pomeridiana tra lunedì e venerdì.
Il programma vide avvicendarsi alla conduzione nomi già noti come Enza Sampò e Claudio Sorrentino e altri emergenti che da lì partirono per futuri successi come Fabrizio Frizzi e Roberta Manfredi.

## Format
Il programma si rivolgeva principalmente agli studenti delle scuole superiori (in una fascia oraria precedentemente dedicata ai più piccoli) che vi partecipavano attivamente come pubblico in studio e come concorrenti dei giochi.
Inizialmente il pubblico era composto perlopiù da studenti delle scuole di Roma, città dove la trasmissione veniva ripresa in diretta, ma successivamente vennero coinvolte scuole di tutta Italia tramite i collegamenti con le sedi di altre città.
Il programma partì nell'autunno 1982 nella fascia oraria tra le 14 e le 16 con la conduzione di Enza Sampò, cui subentrò, nella primavera del 1983, l'attrice Paola Tanziani.
Marco Dané, ideatore della trasmissione, presentava con Fabrizio Frizzi un format del quiz chiamato Paroliamo.
Questo gioco fu un elemento fisso della trasmissione e proseguì anche dopo la sua chiusura, inizialmente con lo stesso nome e poi, dal 1988, con Mente fresca.
Spesso le partite di Paroliamo si giocavano in collegamento con le altre sedi.
Erano previsti anche giochi telefonici da casa, uno dei quali, Regia da casa mia, tra i primi interattivi, permetteva di muovere oggetti e personaggi sullo schermo utilizzando la tastiera del telefono.
Il programma comprendeva altri giochi come quiz di carattere geografico, storico o di cultura generale come Il gamberetto che si ispirava al popolare quiz radiofonico degli anni settanta Il gambero. Il primo anno veniva inoltre proposto al pubblico e agli spettatori un rebus settimanale.
La sigla della trasmissione era Touched di Ornella Ventura.

## Interattività
La trasmissione, anno dopo anno, privilegiò una sempre maggior interattività con i telespettatori proponendo molti giochi telefonici che intanto erano diventati caratteristica della televisione degli anni ottanta, come L'oggetto misterioso o l'indovinello del robot Ottiero 2000.
Sempre ai concorrenti da casa era rivolto un gioco consistente in sfide contro un computer interagendo mediante la pronuncia della frase "Rai 2", cui corrispondeva l'esecuzione dell'azione di videogioco.

## Conduttori
Nella prima stagione la conduttrice fu Enza Sampò con la collaborazione di Fabrizio Frizzi, Marco Dané, Emanuela Giordano e Lino Fontis che conducevano rubriche e giochi all'interno della trasmissione.
Dalla seconda stagione in poi, i conduttori furono Claudio Sorrentino e Roberta Manfredi, mentre Frizzi e Danè continuarono a occuparsi della maggior parte dei giochi. Nel 1983 il gioco Paroliamo è stato condotto anche da Graziella Romeo. Per un certo periodo Raffaella Longobardi ha sostituito Roberta Manfredi. Nell'anno 1986/87 hanno presentato in coppia Fabrizio Frizzi e Stefania Bettoja.
Alla trasmissione hanno inoltre partecipato attivamente Matilde Lo Maglio, Nives Zegna, Alessandra Fontana, Paola Martelli e altri, conducendo i giochi dalle sedi distaccate di Torino, Napoli, Firenze, Milano e Bari.

## Giochi
Alcuni tra i giochi proposti dalla trasmissione erano:
- "Paroliamo"
- "Contiamo"
- "Il rebus della settimana"
- "Il Gamberetto"
- "L'oggetto misterioso"
- "L'indovinello del robot Ottiero 2000"
- "Regia da casa mia"
- "Rai 2 Rai 2"
- "Labirinto"
- "No smoking generation"
- "Dragon's Lair": una partita al noto videogame arcade Dragon's Lair con un cabinato presente in studio, nel quale il personaggio di Dirk era chiamato "Baldazzotto" (in omaggio al regista della trasmissione, Salvatore Baldazzi, che i conduttori chiamavano abitualmente “il rude Baldazzi”) e la principessa Daphne era chiamata "Danielotta"

## Curiosità
Nella puntata del 20 maggio 1983 tra il pubblico c' era Emanuela Orlandi